# Baleswar (Distrikt)
Der Distrikt Baleswar (Oriya ବାଲେଶ୍ୱର ଜିଲ୍ଲା Bālēśẇara Jillā, auch Baleshwar oder Balasore) befindet sich im Nordosten des indischen Bundesstaats Odisha.
Der Distrikt Baleswar existiert schon seit Oktober 1828, damals noch in der Präsidentschaft Bengalen.
Distrikthauptstadt ist Baleswar.

## Lage
Der Distrikt erstreckt sich über eine Fläche von 3806 km² entlang der Küste des Golfs von Bengalen und reicht im Norden bis zur Grenze zum Bundesstaat Westbengalen. Der Fluss Subarnarekha durchfließt den äußersten Nordosten des Distrikts.

## Einwohner
Beim Zensus 2011 betrug die Einwohnerzahl 2.320.529. Das Geschlechterverhältnis lag bei 957 Frauen auf 1000 Männer.
Die Alphabetisierungsrate belief sich auf 79,79 % (87 % bei Männern, 72,28 % bei Frauen).
94,71 % der Bevölkerung waren Anhänger des Hinduismus, 4,06 % Muslime.

## Verwaltungsgliederung
Der Distrikt besteht aus zwei Sub-Divisionen: Baleswar und Nilgiri.
Zur Dezentralisierung der Verwaltung ist der Distrikt in 11 Blöcke unterteilt:
- Bahanaga N
- Baleswar
- Baliapal
- Basta
- Bhograi
- Jaleswar
- Khaira
- Nilgiri
- Oupada
- Remuna
- Simulia
- Soro

Des Weiteren gibt es 12 Tahasils:
- Bahanaga
- Baleswar
- Baliapal
- Basta
- Bhograi
- Jaleswar
- Khaira
- Nilgiri
- Oupada
- Remuna
- Simulia
- Soro

Im Distrikt befinden sich folgende ULBs: die Municipalities Baleswar, Jaleswar und Soro sowie das Notified Area Council (NAC) Nilgiri.
Außerdem sind 289 Gram Panchayats im Distrikt vorhanden.